# Arbus (Włochy)
Arbus – miejscowość i gmina we Włoszech, w regionie Sardynia, w prowincji Sud Sardynia. Graniczy z Fluminimaggiore, Gonnosfanadiga, Guspini i Terralba.
Według danych na rok 2004 gminę zamieszkiwało 7018 osób, 26,4 os./km².